# Flower Mound
Flower Mound é uma vila localizada no estado norte-americano do Texas, no Condado de Dallas, Condado de Denton e Condado de Tarrant.

## Demografia
Segundo o censo norte-americano de 2000, a sua população era de 50.702 habitantes.
Em 2006, foi estimada uma população de 65.851, um aumento de 15149 (29.9%).

## Geografia
De acordo com o United States Census Bureau tem uma área de 112,4 km², dos quais 105,9 km² cobertos por terra e 6,5 km² cobertos por água.

## Localidades na vizinhança
O diagrama seguinte representa as localidades num raio de 8 km ao redor de Flower Mound.